# Delage Type GN
Der Delage Type GN war ein Pkw-Modell der französischen Marke Delage.

## Beschreibung
Die Zulassungsbehörde erteilte dem vorgeführten Fahrzeug mit der Nummer 24.533 am 13. Juli 1927 seine Genehmigung. Delage bot das Modell jedoch nicht an. Es war als Nachfolger des Delage Type GL vorgesehen.
Erstmals trieb ein Achtzylindermotor ein Straßenfahrzeug von Delage an. Er hatte 95 mm Bohrung und 140 mm Hub. Das ergab 7939 cm³ Hubraum und 45 Cheval fiscal. Der Motor leistete 130 PS.
Die Abmessungen des Fahrgestells sowie die Aufbauten sind nicht bekannt.